# Nipissing River
Nipissing River är ett vattendrag i Kanada.   Det ligger i provinsen Ontario, i den sydöstra delen av landet, 230 km väster om huvudstaden Ottawa. Nipissing River ligger vid sjöarna  Cedar Lake och Ravenau Lake.
I omgivningarna runt Nipissing River växer i huvudsak blandskog. Trakten runt Nipissing River är nära nog obefolkad, med mindre än två invånare per kvadratkilometer.